# Settimo Vittone
Settimo Vittone je italská obec v provincii Torino v oblasti Piemont.
K prosinci 2020 zde žilo 1 525 obyvatel.

## Sousední obce
Andrate, Borgofranco d'Ivrea, Carema, Donato , Graglia, Lillianes, Nomaglio, Quassolo, Quincinetto, Tavagnasco